# 小迈沙伊德
小迈沙伊德是德国莱茵兰-普法尔茨州的一个市镇。总面积6.99平方公里，总人口1350人，其中男性642人，女性708人（2011年12月31日），人口密度193人/平方公里。